# Aleuroplatus tsibabenae
Aleuroplatus tsibabenae là một loài côn trùng cánh nửa trong họ Aleyrodidae, phân họ Aleyrodinae.
Aleuroplatus tsibabenae được Takahashi miêu tả khoa học đầu tiên năm 1955.